# エレーナ・ベクマン＝シチェルビナ
エレーナ・ベクマン＝シチェルビナ（ロシア語: Елена Александровна Бекман-Щербина, Yelena Alexandrovna Bekman-Shcherbina, 1882年1月12日モスクワ - 1951年9月30日）はロシアのピアニスト・音楽教師・作曲家。

## 経歴

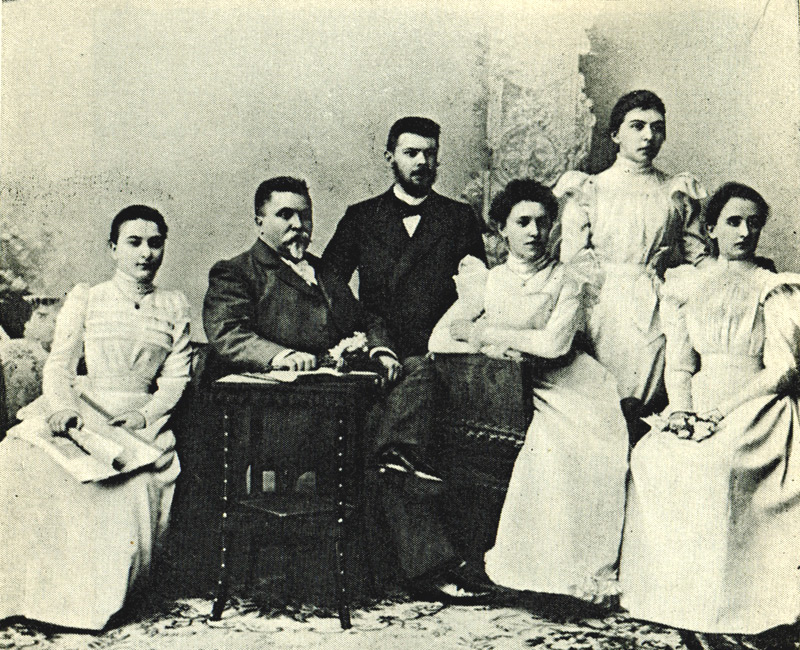
ワシーリー・サフォーノフとモスクワ音楽院の彼の生徒たち(左から右に): ロジーナ・レヴィーン、ワシーリー・サフォーノフ、 アレクサンドル・ゲディケ、エレーナ・ベクマン＝シチェルビナ、オリンピアーダ・ダルダショワ、アグライダ・フリードマン

1882年、ロシア帝国・モスクワで生まれた。旧姓カメンツェヴァ（ロシア語: Каменцева, Kamentseva）。母親が亡くなったために母方のおばの養女となり、感謝の気持ちでおばの姓を名のるようになった。6歳でニコライ・ズヴェーレフにピアノを師事し、スクリャービンとラフマニノフの妹弟子となる。その後パヴェル・パプストとワシーリー・サフォーノフに師事し、1899年にモスクワ音楽院ピアノ科を金メダルを得て卒業した。
1900年、ロシア音楽協会のコンサートでヤン・フジマリー、アルフレッド・グレン(Alfred von Glehn)とトリオを組んで演奏家としてデビュー。1912年に音楽教室を開くが、1918年に閉鎖。
エレーナ・シチェルビナは、同時代の音楽の演奏に興味を持ち、とりわけスクリャービンやロスラヴェッツの作品の擁護者となった。スクリャービン自身が（手の小ささを理由に）演奏を諦めた《ピアノ・ソナタ第6番》《第8番》の初演者として歴史に名を残している。また、当時あまりロシアの聴衆に親しまれていなかった、ドビュッシーやイサーク・アルベニスのピアノ曲の紹介にも意欲的であった。ラヴェルの《ピアノ三重奏曲》のロシア初演でピアノ・パートを受け持ってもいる。
1940年になってモスクワ音楽院教授に任命され、亡くなるまで教鞭を執っていた。1951年、モスクワで死去。

## 受賞・栄典
- 1937年：名誉芸術家
- 1945年：労働赤旗勲章

## 演奏とその特徴
ベクマン＝シチェルビナの演奏は、帝政期末期のサロンにさかのぼる、洗練された優雅さに満ちており、特徴的な響きの輝かしさや透明感はにおいても曇ることがなかった。同時代の、型に嵌ったピアニストとは対照的に、彼女のルバートの感覚は、彼女のスクリャービンやラフマニノフの録音が証明しているように、音楽の首尾一貫性を犠牲にすることがなかった。

## 作曲家として
作曲家としては、童謡などの児童向けの作品を数多く手懸けたが、「緑の森の樅の樹」が正月の唄として親しまれているに過ぎない。

## 家族・親族
- 夫：レオニード・ベクマン(Леонид Карлович Бекман)(1871－1939)は生物学者、農学者。ロシア帝国の貴族。
- 曾孫：エレーナ・ソコロフスカヤ(Елена Анатольевна Соколовская)(1969－)はイスラエル在住の作曲家。